# Football Athletiek Club Standaard Gent

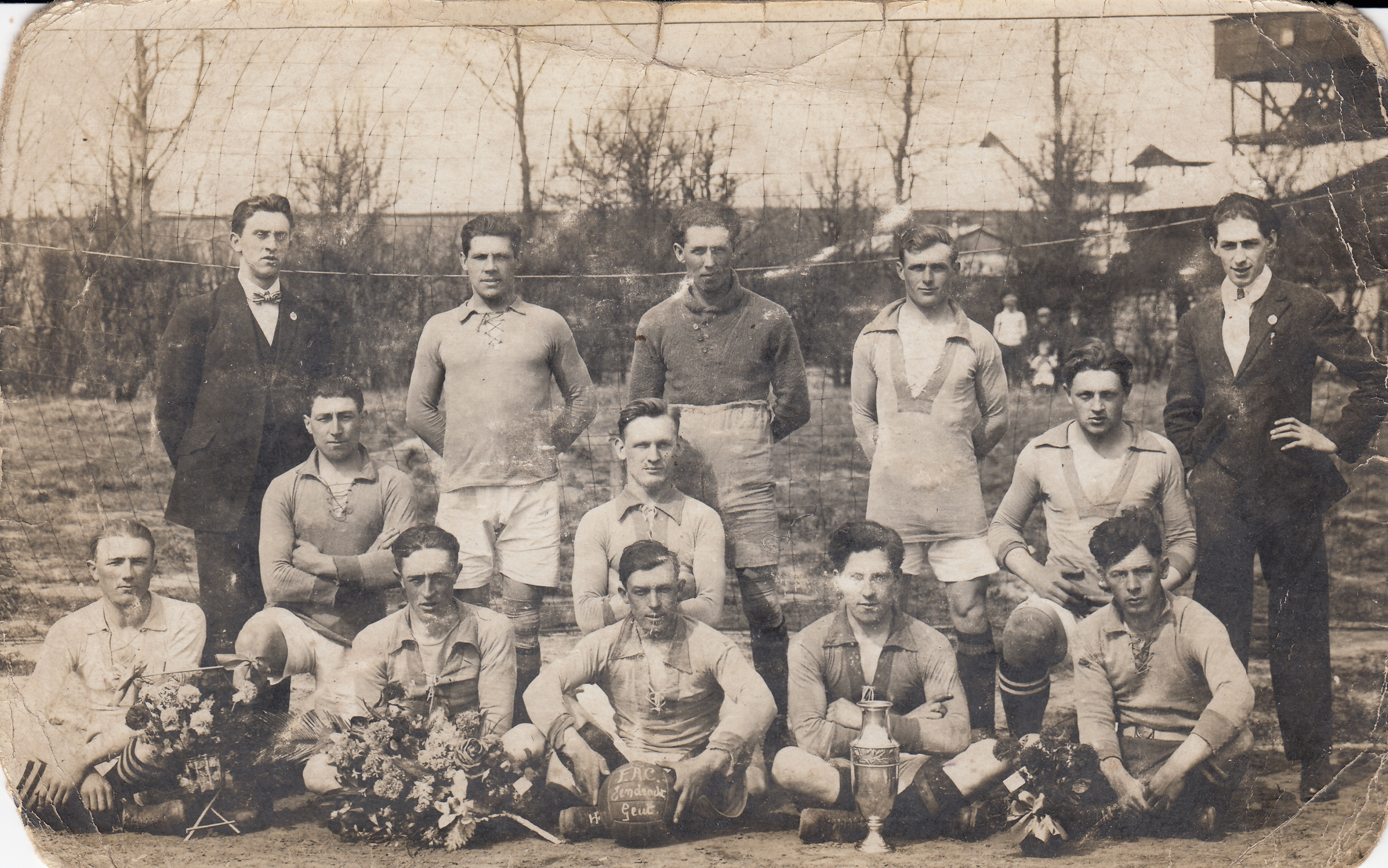

FAC Standaard Gent was een Belgische voetbalclub uit Gent. De club ontstond in 1941 door de fusie tussen Standaert Boys Gent en Eendracht Gent, twee clubs die al bij de KBVB waren aangesloten. De fusieclub kreeg het nieuwe stamnummer 3002. 
In 1991 fuseerde de club met FAC Meulestede tot KVV Standaard Meulestede. 

## Geschiedenis
De kleuren van de club waren rood en wit. Het terrein lag in de Gentse wijk Muide.
De club werd in 1951 kampioen in Tweede Provinciale en promoveerde naar het hoogste provinciale niveau. Tot midden jaren zeventig speelde de club afwisselend in Eerste en Tweede Provinciale. In deze periode werd geregeld de "havenderby" tegen FAC Meulestede uitgevochten. Deze clubs speelden immers beide in het noorden van de stad en knokten om de beste van de wijk Muide-Meulestede te zijn.
Eind jaren zeventig ging het bij beide clubs bergaf, Standaard Gent kwam in Vierde Provinciale terecht, kon in 1983 naar Derde Provinciale promoveren, maar hoger lukte niet meer. De twee oude rivalen besloten in 1991 tot een fusie over te gaan. Daarbij werd van elke club één kleur behouden, geel in het geval van Meulestede, rood voor Standaard Gent. Het stamnummer van Meulestede werd behouden, terwijl dat van Standaard Gent verdween.